# Osaki Junya
Junya Osaki (大﨑 淳矢 Ōsaki Junya, sinh ngày 2 tháng 4 năm 1991 ở Toyama) là một cầu thủ bóng đá người Nhật Bản hiện tại thi đấu cho Renofa Yamaguchi.

## Thống kê sự nghiệp câu lạc bộ
Cập nhật đến ngày 23 tháng 2 năm 2018.
| Thành tích câu lạc bộ | Thành tích câu lạc bộ | Thành tích câu lạc bộ | Giải vô địch | Giải vô địch | Cúp                   | Cúp                   | Cúp Liên đoàn | Cúp Liên đoàn | Châu lục | Châu lục  | Khác    | Khác      | Tổng cộng | Tổng cộng |
| Mùa giải              | Câu lạc bộ            | Giải vô địch          | Số trận      | Bàn thắng    | Số trận               | Bàn thắng             | Số trận       | Bàn thắng     | Số trận  | Bàn thắng | Số trận | Bàn thắng | Số trận   | Bàn thắng |
| Nhật Bản              | Nhật Bản              | Nhật Bản              | Giải vô địch | Giải vô địch | Cúp Hoàng đế Nhật Bản | Cúp Hoàng đế Nhật Bản | Cúp Liên đoàn | Cúp Liên đoàn | Châu Á   | Châu Á    | Khác1   | Khác1     | Tổng cộng | Tổng cộng |
| --------------------- | --------------------- | --------------------- | ------------ | ------------ | --------------------- | --------------------- | ------------- | ------------- | -------- | --------- | ------- | --------- | --------- | --------- |
| 2009                  | Sanfrecce Hiroshima   | J1 League             | 1            | 0            | 0                     | 0                     | 3             | 1             | -        | -         | -       | -         | 4         | 1         |
| 2010                  | Sanfrecce Hiroshima   | J1 League             | 9            | 2            | 1                     | 0                     | 1             | 0             | 2        | 1         | -       | -         | 13        | 3         |
| 2011                  | Sanfrecce Hiroshima   | J1 League             | 0            | 0            | 1                     | 0                     | 1             | 0             | -        | -         | -       | -         | 2         | 0         |
| 2012                  | Sanfrecce Hiroshima   | J1 League             | 12           | 1            | 0                     | 0                     | 3             | 0             | -        | -         | 0       | 0         | 15        | 1         |
| 2013                  | Tokushima Vortis      | J2 League             | 41           | 8            | 1                     | 0                     | -             | -             | -        | -         | 2       | 0         | 44        | 8         |
| 2014                  | Tokushima Vortis      | J1 League             | 31           | 0            | 2                     | 0                     | 3             | 2             | -        | -         | -       | -         | 36        | 2         |
| 2015                  | Tokushima Vortis      | J2 League             | 28           | 1            | 4                     | 0                     | -             | -             | -        | -         | -       | -         | 32        | 1         |
| 2016                  | Tokushima Vortis      | J2 League             | 34           | 6            | 1                     | 1                     | -             | -             | -        | -         | -       | -         | 35        | 7         |
| 2017                  | Tokushima Vortis      | J2 League             | 18           | 6            | 1                     | 0                     | -             | -             | -        | -         | -       | -         | 19        | 6         |
| Tổng cộng sự nghiệp   | Tổng cộng sự nghiệp   | Tổng cộng sự nghiệp   | 174          | 24           | 11                    | 1                     | 11            | 3             | 2        | 1         | 2       | 0         | 200       | 29        |

1Bao gồm Giải bóng đá Cúp câu lạc bộ thế giới và Promotion Playoffs to J1.

## Sự nghiệp đội tuyển quốc gia
Cập nhật gần đây nhất: 29 tháng 1 năm 2010

### Số lần ra sân trong các giải đấu lớn
| Đội bóng | Giải đấu                                        | Thể loại | Số trận | Số trận | Bàn thắng | Thành tích đội bóng |
| Đội bóng | Giải đấu                                        | Thể loại | Start   | Sub     | Bàn thắng | Thành tích đội bóng |
| -------- | ----------------------------------------------- | -------- | ------- | ------- | --------- | ------------------- |
| Nhật Bản | Vòng loại Giải vô địch bóng đá U-19 châu Á 2010 | U-18     | 1       | 2       | 0         | Vào vòng trong      |